# University of Louisville Women's Volleyball
La University of Louisville Women's Volleyball è la squadra pallavolo femminile appartenente alla University of Louisville, avente sede a Louisville (Kentucky): milita nella Atlantic Coast Conference della NCAA Division I.

## Storia
Il programma di pallavolo femminile della University of Louisville viene fondato nel 1977 da Susan Johns. Le succede Scott Luster, che resta in carica per cinque anni e che guida le Cardinals alla vittoria della Metropolitan Collegiate Athletic Conference, centrando la prima post-season in occasione della NCAA Division I 1982. Dopo un triennio con Bob McCarthy, il programma viene affidato a Don Hardin: in otto anni la Louisville vince ben sei titoli di conference, qualificandosi altrettante alle fasi regionali della torneo di NCAA Division I.
Dal 1996 al 2010 le Cardinals sono allenate da Leonid Yelin, trionfando quattro volte in Conference USA e cinque in Big East Conference e raggiungendo ben quattordici volte la qualificazione alla post-season, tuttavia senza mai superare la Sweet Sixteen, ossia le semifinali regionali. Nel 2011 gli subentra Anne Kordes: con lei al timone il programma vince una American Athletic Conference e una Atlantic Coast Conference, fermandosi quattro volte ai primi turni regionali del torneo NCAA. 
Nel 2017 Danielle Busboom viene nominata nuova allenatrice delle Cardinals, centrando subito un titolo di conference. Due anni dopo, invece, si spingono per la prima volta fino alle finali regionali, migliorandosi ulteriormente nel 2021, quando giocano la prima Final-4 della propria storia, eliminate però in semifinale. Raggiunge la sua prima finale nazionale nel 2022, sconfitta dalla Texas. Si spinge nuovamente fino all'ultimo atto del torneo nel 2024, perdendo in questo caso contro la Penn State.

## Record
| Piazzamento          |    | Edizione                                                                                           |
| -------------------- | -- | -------------------------------------------------------------------------------------------------- |
| Tornei NCAA          | 33 | Finale: 2 2022, 2024                                                                               |
| Tornei NCAA          | 33 | Semifinali: 1 2021                                                                                 |
| Tornei NCAA          | 33 | Elite Eight: 2 2019, 2023                                                                          |
| Tornei NCAA          | 33 | Sweet Sixteen: 5 1996, 1998, 2004, 2005, 2020                                                      |
| Tornei NCAA          | 33 | Secondo turno: 9 1995, 2001, 2002, 2003, 2010, 2011, 2012, 2015, 2018                              |
| Tornei NCAA          | 33 | Primo turno: 14 1982, 1990, 1991, 1992, 1993, 1994, 1999, 2000, 2006, 2007, 2008, 2009, 2013, 2017 |
| Titoli di conference | 21 | Metropolitan Collegiate Athletic Conference: 6 1982, 1990, 1991, 1992, 1993, 1994                  |
| Titoli di conference | 21 | Conference USA: 4 1998, 2000, 2003, 2004                                                           |
| Titoli di conference | 21 | Big East Conference: 5 2006, 2008, 2009, 2010, 2012                                                |
| Titoli di conference | 21 | American Athletic Conference: 1 2013                                                               |
| Titoli di conference | 21 | Atlantic Coast Conference: 5 2015, 2017, 2020, 2021, 2022                                          |

## Conference
- Metropolitan Collegiate Athletic Conference: 1980-1994
- Conference USA: 1995-2004
- Big East Conference: 2005-2012
- American Athletic Conference: 2013
- Atlantic Coast Conference: 2014-

## National Coach of the Year
- Danielle Busboom (2021)

## All-America

### First Team
- Tori Dilfer (2021)
- Anna Stevenson (2021)
- Claire Chaussee (2022)
- Elena Scott (2024)

### Second Team
- Jennifer Hoffman (2005)
- Olena Ustymenko (2005)
- Lola Arslanbekova (2012)
- Anna Stevenson (2020)
- Elena Scott (2022, 2023)
- Anna DeBeer (2023, 2024)

### Third Team
- Ana Yartseva (2004)
- Jana Matiašovská (2008)
- Lola Arslanbekova (2011)
- Gwendolyn Rucker (2012)
- Tori Dilfer (2020)
- Anna DeBeer (2021)
- Amaya Tillman (2022)
- Cara Cresse (2023)

## Allenatori
- Susan Johns: 1977-1979
- Scott Luster: 1980-1984
- Bob McCarthy: 1985-1987
- Don Hardin: 1988-1995
- Leonid Yelin: 1996-2010
- Anne Kordes: 2011-2016
- Danielle Busboom: 2017-2024
- Daniel Meske[4]: 2025-